# Henri van de Velde
Hendrik (Henri) van de Velde (Amsterdam, 14 januari 1896 - Abcoude, 20 maart 1969) was een Nederlands kunstschilder, tekenaar, graficus, illustrator en aquarellist.

## Leven en werk
Van de Velde studeerde bij H.M. Krabbé en in München, Parijs en Florence. Hij woonde en werkte onder andere in Amsterdam, Laren, Blaricum, Amsterdam, Vreeland en Abcoude. In 1929 liet hij de boerderij De Zeven Linden in Blaricum door architect Wouter Hamdorff verbouwen tot atelierwoning. Hij schilderde, tekende, aquarelleerde, etste en lithografeerde. Van de Velde was lid van de kunstenaarsgezelschappen St. Lucas en Arti et Amicitiae te Amsterdam.
Zijn motieven waren aanvankelijk dieren, later legde hij zich steeds meer toe op het symbolisme, met vooral Bijbelse en mythologische figuren. Hij had grote belangstelling voor de techniek van het schilderen en verdiepte zich onder andere in de chemische samenstelling van verf van middeleeuwse kunstenaars om hun realistische toets te kunnen benaderen. Hij zette zich sterk af tegen het modernisme en het futurisme. Hij vond dat de kunst zich daarmee vervreemdde van het volk en steunde daarom ook de Duitse acties tegen de Entartete Kunst. Hij werd lid van de Nationaal-Socialistische Beweging (NSB).
In de aanloop naar en tijdens de Tweede Wereldoorlog vervaardigde hij twee schilderijen, De Nieuwe Mensch (1939) en Engel der Gerechtigheid ookwel Engel der Wrake (1942) genoemd, waarvan het eerste was geïnspireerd op de fascistische, het tweede op de nationaalsocialistische ideologie. Kort na de Bevrijding werd Van de Velde gearresteerd en geïnterneerd in het Bewarings- en verblijfskamp Laan 1914 te Amersfoort. In 1946 werd hij voorwaardelijk vrijgelaten, in 1948 werd dit omgezet in een definitieve invrijheidstelling. Daarna heeft hij nog geschilderd en geëxposeerd, maar werd door de kunstwereld genegeerd en door het grote publiek vergeten.

## De Nieuwe Mensch
Hij maakte het schilderij tussen 1933 en 1939. Het werd in oktober 1939 voor het eerst tentoongesteld in Kunstzaal Van Lier aan het Amsterdamse Rokin, de kunsthandel van Van de Velde’s zwager, ,de Haags-Joodse Carel van Lier. Daar werd het aangekocht door de welgestelde NSB'er Louis van Leeuwen Boomkamp, penningmeester van de Jeugdstorm (de jongerenafdeling van de NSB). In 1940 vertrok Van Leeuwen Boomkamp voor zaken langdurig naar het toenmalige Nederlands-Indië en voorafgaande aan zijn vertrek schonk hij het schilderij als verjaardagscadeau aan NSB-leider Anton Mussert, die het een prominente plek gaf in zijn werkkamer in het hoofdkantoor van de NSB aan de Utrechtse Maliebaan, nummer 35. Tijdens de Tweede Wereldoorlog werd het doek voor diverse propagandadoeleinden van de NSB gebruikt. Daarbij werd onterecht beweerd dat het schilderij al in 1933 speciaal voor Mussert was gemaakt, om hem en de schilder te profileren als figuren die al vroeg het nationaalsocialistische licht hadden gezien.
Na de oorlog werd aangenomen dat het schilderij verloren was gegaan bij de plundering van het NSB-kantoor. In november 2003 dook het echter weer op bij een Belgische kunsthandelaar. Het werd aangekocht door het Rijksmuseum Amsterdam, waar het tussen 30 mei en 13 juni 2007 tentoon werd gesteld in de afdeling Nederlandse geschiedenis. Het zou deel gaan uitmaken van de vaste presentatie van de 20e eeuw na de heropening van het gerenoveerde hoofdgebouw van het Rijksmuseum in 2010. De commotie die over dit besluit ontstond zorgde ervoor dat het Rijksmuseum op zijn besluit terugkwam: het werk kreeg geen plaats in de vaste collectie.